# AN/SPS-49
AN/SPS-49 — двухкоординатная РЛС воздушного обзора производства компании «Райтеон», основной локатор дальнего обзора ВМС США, а также ВМС Австралии, Канады, Испании, Польши, Тайваня и др. стран.

## Характеристика радара
РЛС AN/SPS-49 создавалась в 1960-1970-х годах для замены устаревших РЛС воздушного обзора AN/SPS-29, 37, 40, 43. Радар установлен на большинстве крупных боевых кораблей ВМФ США, кроме эсминцев типа «Арли Бёрк» (DDG-51 Arleigh Burke), где от него отказались из-за ограничений по стоимости. На крейсерах системы «Иджис» типа «Тикондерога» (CG-47 Ticonderoga) он выполняет роль дополнительного к основному радару SPY-1. Первые испытания радара прошли в 1965 году на борту опытового эсминца «Гьятт» (DD-712 Gyatt), а первый сериный экземпляр установлен на ракетном крейсере «Дейл» (CG-19 Dale) в 1975 году.
В настоящее время является основным американским двухкоординатный морским радаром дальнего обзора и поиска целей. Обеспечивает работу в условиях сильных шумов и активных помех. Главная функция радара — автоматическое обнаружение и оповещение о целях для систем ПВО. Выдаёт данные об азимуте, дальности и радиальной скорости цели для информационно-управляющей системы, а также видеосигнал для стандартного панорамного индикатора. Выступает в качестве резервного радара для систем управления оружием. Применяется для контроля за воздушным сообщением, воздушным перехватом и управления противолодочной авиацией. Имеет систему селекции наиболее опасных целей для нужд ПВО самообороны. Обеспечивает обнаружение низколетящих целей при любом волнении моря, а также высотных пикирующих объектов
.
Уникальная особенность последней модификации РЛС — оценка радиальной скорости целей за один цикл сканирования благодаря использованию цифрового сигнального процессора.
Устанавливается на крупных боевых единицах: авианосцах, крейсерах, эсминцах, фрегатах, десантных кораблях.
Антенна — параболическая, прямой видимости на стабилизорованной платформе. Работает в двух режимах с частотой вращения 6 и 12 об/мин. Последний режим используется для работы со скоростными целями.
Электронное оборудование полупроводниковое за исключением ВЧ-усилителя на клистроне и модуляторной лампы. Широко используется цифровая обработка сигналов. Имеются встроенные системы обнаружения неисправностей и самотестирования.
Интересно отметить, что частоты радара AN/SPS-49 перекрывают гражданский УКВ-диапазон 902—928 МГц, что приводит к помехам в системах связи, телевидения, телеметрии. Однако ВМФ США настаивает на использовании диапазона, поскольку сигналы этих частот обладают уникальной особенностью слабо отражаться от поверхности воды, что облегчает обнаружение малых низколетящих скоростных целей, таких как крылатые ракеты.

## Модификации
- AN/SPS49(V)1 — Базовая модель, разработанная в начале 1970-х гг. Имела систему электронного подавления боковых лепестков диаграммы направленности и цифровую селекцию движущихся целей. Обеспечивала формирование видеосигнала для дисплеев. Устанавливалась на кораблях типов CV, CVN, CG, DDG 993, LHD1, DD997, LSD41.
- AN/SPS49(V)2 — Упрощённая модификация (V)1 без подавления боковых лепестков. Применялась на фрегатах типа «Оливер Перри» (FFG-7 Oliver H. Perry).
- AN/SPS49(V)3 — Модификация (V)1 с интерфейсом для подключения видеопроцессора. Устанавливалась на крейсере «Лонг Бич» (CGN-9 Long Beach).
- AN/SPS49(V)4 — Модификация (V)2 с интерфейсом для подключения видеопроцессора. Применялась на фрегатах типа «Оливер Перри» (FFG-7 Oliver H. Perry).
- AN/SPS49(V)5 — Разработана в начале 1980-х гг. Применялась на кораблях, прошедших модернизацию по программе NTU. Стандартная версия для авианосцев и других кораблей, не оборудованных системой «Иджис». По сравнению с базовой моделью добавлена система автоматического распознавания целей и доплеровская система селекции движущихся целей. Мощность излучателя увеличена с 280 до 360 кВт. Обеспечивала цифровой выходной сигнал для системы сопровождения целей.
- AN/SPS49(V)6 — Модификация (V)3 с двойным экранированием кабелей и модернизированной системой охлаждения. Применялась на первых трёх крейсерах типа «Тикондерога».
- AN/SPS49(V)7 — Модификация (V)5 с модернизированной системой охлаждения. Применяется на кораблях системы «Иджис».
- AN/SPS49(V)8 — Модификация (V)5 c цифровым интерфейсом для «Иджис»-совместимой системы сопровождения целей (автоматическое сопровождение 255 целей). Применяется на кораблях системы «Иджис».
- AN/SPS49(V)9 — Модификация (V)5 с дополнительной частотой импульсов 3500 Гц для обнаружения низколетящих целей в условиях сильных помех на расстоянии до 35 км.
- AN/SPS-49A(V)1 — Первые установки на кораблях в декабре 1994 г. Добавлено определение радиальной скорости целей за один период сканирования. Улучшенная помехозащищённость.

Дальнейшим развитием AN/SPS-49 был радар AN/SPS-50, разработанный на замену радарам SPS-6 и SPS-12, однако до стадии испытаний он не дошёл.

## Перспективные модификации
В настоящее время фирма «Райтеон» ведёт разработку следующих перспективных модификаций:
- Модификация, разработанная в рамках программы IR&D (Independent Research and Development) Министерства обороны и испытанная на крейсере «Лейте Галф» (CG-55 Leyte Gulf) . Плоская фазированная решётка с облегчённой антенной и малым уровнем боковых лепестков. Благодаря перемещению луча в вертикальной плоскости способна обнаруживать пикирующие цели с углом места до 70°. Работает в двух режимах — однолучевом с большой дальностью и трёхлучевом с малой дальностью.
- AN/SPS-49(VSR) — Трёхкоординатная РЛС с активной фазированной решёткой. Участвовала в конкурсе в качестве локатора дальнего обзора для эсминца DD(X).
- AN/SPS-49(LW) — Модификация с облегчённой антенной.
- AN/SPS-100 — Экспортный вариант с облегчённой антенной и полупроводниковым передатчиком, предназначенный для кораблей класса корвет (1000 т и более). Имеет облегчённую антенну (1.8 х 4.8 м, 800 кг), мощность передатчика — 120 кВт, дальность обнаружения больших целей — 200 км, малых (эффективная площадь менее 1 м²) — 100 км.

## Установки на кораблях
В настоящее время радар установлен на фрегатах типа «Оливер Перри» ВМС Австралии, Бахрейна, Египта, Польши, Испании, Тайваня, Турции и США, а также на фрегатах типа «Сити» (Канада|Канада), фрегатах типа «АНЗАК» (Австралия и Новая Зеландия), эсминцах типа KDX-I и KDX-II (Корея), эсминцах типа «Кидд» (Тайвань), а также на авианосцах, крейсерах и десантных вертолётоносцах типа «Уосп» ВМФ США.